# Żarów (gmina)
Żarów est une gmina mixte du powiat de Świdnica, Basse-Silésie, dans le sud-ouest de la Pologne. Son siège est la ville de Żarów, qui se situe environ 11 km au nord-est de Świdnica, et 45 km au sud-ouest de la capitale régionale Wrocław.
La gmina couvre une superficie de 87,98 km2 pour une population de 12 381 habitants.

## Géographie
La gmina est bordée par les gminy de Jędrzejów, Kije, Michałów, Pińczów et Sobków.